# Ubajd Allah al-Mahdi
Ubajd Allah al-Mahdi Billah (ur. 873, zm. 22 lutego 934) – kalif Ifrikiji w latach 909–934 z dynastii Fatymidów, uważany za jej założyciela.

## Życiorys
Uważał się za potomka Fatimy, córki proroka Mahometa i na początku X wieku głosił na terenie północnej Syrii, że jest mahdim. W 903 próbował przedostać się do Afryki, ale został pojmany przez emira Zijadata Allaha III. Po uwolnieniu w 909 przez sprzymierzonego z nim Abu Abd Allaha, Ubajd Allah al-Mahdi objął władzę nad kalifatem i nakazał zgładzić swojego dotychczasowego współpracownika. W latach 911–913 tłumił powstanie muzułmanów na Sycylii, a w 914 i 916 najeżdżał na Aleksandrię i deltę Nilu. W 920 przeniósł stolicę kalifatu do założonej przez siebie bazy morskiej w Mahdijji. W latach 917–929 podporządkował sobie niemal całkowicie Maroko. W latach 932–934 tłumił działania swojego namiestnika Musy ben Abu-l-Afiji, który próbował uniezależnić Maroko od władzy kalifa. Przez lata Ubajd Allah al-Mahdi bezskutecznie usiłował podbić Egipt. Po jego śmierci władzę w kalifacie przejął jego syn Muhammad al-Kaim bi-Amr Allah, który kontynuował ekspansjonistyczną politykę ojca.